# Неизчезващите
„Неизчезващите“ е български 5-сериен телевизионен игрален филм (драма, семейна сага) от 1988 г. на режисьора Неделчо Чернев по сценарий на Лиляна Михайлова. Оператор е Емил Вагенщайн. Музиката е композирана от Петър Ступел. Сериалът е продължение на Дом за нашите деца и Време за път.
Той е третата част от поредицата „Дом за нашите деца“..

## Серии
- 1. серия – „Очакване“ – 65 минути
- 2. серия – „Свидетели“ – 74 минути
- 3. серия – „Знаци“ – 71 минути
- 4. серия – „Обицата“ – 71 минути
- 5. серия – „Белият кон“ – 65 минути [2].

## Сюжет
Журналистката Мария Алданова започва работа като кореспондент на столичен вестник в Добрич. При една командировка в малко крайморско селце, тя разбира, че там се е случил инцидент, при който е загинал човек. По случая е обвинена жена от селото, но Алданова е изпълнена със съмнения. Водена от стремеж истината да бъде разкрита, Мария, с помощта на Симеон, млад оператор, пристигнал в района за да заснеме документален филм за един от последните тюлени по българското черноморие, успява да достигне до истинския извършител на престъплението.

## Актьорски състав
| В ролите                                                                         | Изпълнител                                          |
| -------------------------------------------------------------------------------- | --------------------------------------------------- |
| журналистката Мария Алданова, окръжен кореспондент (в 5 серии: от I до V вкл.)   | Елжана Попова                                       |
| операторът Симеон Симеонов (в 5 серии: от I до V вкл.)                           | Атанас Атанасов                                     |
| Захари, хазяинът на Симеон (в 5 серии: от I до V вкл.)                           | Петър Слабаков                                      |
| старата актриса (в 3 серии: II, III, IV)                                         | Леда Тасева                                         |
| Атанас Гюлев, заместник главния редактор (в 3 серии: I, IV, V)                   | Мариус Донкин                                       |
| Дренски (в 5 серии: от I до V вкл.)                                              | Васил Банов                                         |
| учителят Адамов (в 4 серии: I, II, III, V)                                       | Димитър Йорданов                                    |
| Адамова (в 5 серии: от I до V вкл.)                                              | Златина Тодева                                      |
| Христо Алданов (в 3 серии: II, IV, V)                                            | Коста Цонев                                         |
| Невена Алданова (в 3 серии: II, IV, V)                                           | Емилия Радева                                       |
| архитект Иван Цолов (в 1 серия: II)                                              | Стефан Данаилов                                     |
| д-р Ана Апостолова, дъщеря на Христо и Невена (в 1 серия: IV)                    | Мария Каварджикова                                  |
| Александър Алданов (в 1 серия: IV)                                               | Георги Новаков                                      |
| Вероника, съпруга на Ванчелов, сестра на Христо Алданов (в 1 серия: IV)          | Невена Коканова                                     |
| инженер Константин Ванчелов (в 1 серия: IV)                                      | Георги Калоянчев                                    |
| Борис Апостолов, съпруг на Ана (в 1 серия: IV)                                   | Валентин Гаджоков                                   |
| (в 1 серия: IV)                                                                  | Ива Домусчиева                                      |
| Сервитьорът в ресторанта                                                         | Димитър Цонев                                       |
| Магда Маркова (в 5 серии: от I до V вкл.)                                        | Ана Петрова                                         |
| съпругът на Магда (в 5 серии: от I до V вкл.)                                    | Антон Карастоянов                                   |
| доячката Нада, помощник-бригадирката от кравефермата (в 5 серии: от I до V вкл.) | Грациела Бъчварова                                  |
| следователката Шивачева (в 3 серии: I, III, V)                                   | Анета Петровска                                     |
| Цвета, болната съпруга на хазяина (в 4 серии: I, III, IV, V)                     | Вяра Делчева                                        |
| Атанас Доков, бригадира от кравефермата (в 5 серии: от I до V вкл.)              | Венцеслав Вълчев                                    |
| Балъкчията (в 4 серии: I, II, III, V)                                            | Никола Тодев                                        |
| Емил, внук на Христо Алданов (в 2 серии: IV, V)                                  | Калоян Роев                                         |
| Матю Мавров (в 4 серии: I, II, III, V)                                           | Велико Стоянов                                      |
| чакащия пред кабинета на Гълъбов (в 1 серия: V)                                  | Владимир Давчев (не е посочен в надписите на филма) |
| следователят Георгиев (в 1 серия: V)                                             | Александър Александров                              |
| Гълъбов (в 1 серия: V)                                                           | Петър Божилов                                       |
| майката на Симеон Симеонов (в 1 серия: V)                                        | Антония Чолчева                                     |
| подполковникът (в 1 серия: V)                                                    | Пенко Пенков                                        |
| съседът на Нада (в 2 серии: I, II)                                               | Любомир Миладинов                                   |
| (в 3 серии: I, II, III)                                                          | Итьо Итев                                           |
|                                                                                  | Любомир Младенов                                    |
| (в 3 серии: I, IV, V)                                                            | Славелена Майноловска                               |
| (в 1 серия: I)                                                                   | Гинчо Илчев                                         |
| (в 1 серия: I)                                                                   | Михаил Гецов                                        |
| (в 4 серии: I, II, III, V)                                                       | Енчо Енев                                           |
| (в 1 серия: I)                                                                   | Мая Динева                                          |
| (в 1 серия: I)                                                                   | Радка Ялъмова                                       |
| адвокатът (в 1 серия: I)                                                         | Георги Георгиев – Гочето (като Георги Георгиев)     |
| (в 5 серии: от I до V вкл.)                                                      | Константин Херман                                   |
| (в 1 серия: IV)                                                                  | Васил Мирчовски                                     |
| (в 1 серия: IV)                                                                  | Христо Христов                                      |
| (в 3 серии: II, III, V)                                                          | Атанас Божинов                                      |
| (в 3 серии: III, IV, V)                                                          | Милка Туйкова                                       |
| (в 5 серии: от I до V вкл.)                                                      | Стефан Джуров                                       |
| (в 3 серии: I, II, III)                                                          | Огнян Узунов                                        |
| (в 5 серии: от I до V вкл.)                                                      | Иван Чаушев                                         |
| (в 3 серии: III, IV, V)                                                          | Цветана Лазарова                                    |
| пазачът на къмпинга (в III серия)                                                | Веско Зехиров                                       |
| Член на снимачен екип (в 2 серии: III, V)                                        | Емил Джуров                                         |
| каруцарят в кръчмата (в 2 серии: II, V)                                          | Николай Клисуров                                    |
| пощенската служителка (в 1 серия: V)                                             | Нина Нейкова                                        |
| риболовният надзирател (в 3 серии: III, IV, V)                                   | Веселин Вълков                                      |
| Пълномощник на АПК (в 1 серия: III)                                              | Панайот Янев                                        |
| (в 3 серии: II, III, V)                                                          | Роза Балканска                                      |
| (в 4 серии: II, III, IV, V)                                                      | Мария Стойчева                                      |
| (в 1 серия: III)                                                                 | Димитър Ангелов                                     |
| (в 2 серии: III, V)                                                              | Александър Димитров                                 |
| (в 4 серии: I, III, IV, V)                                                       | Момчил Донков                                       |
| съпругата на сина на семейство Адамови (в 1 серия: III)                          | Ева-Мария Радичкова (като Ева Радичкова)            |
| (в 1 серия: III)                                                                 | Веселин Борисов                                     |
| племенницата на Нада (в 3 серии: III, IV, V)                                     | Албена Ставрева (като Албена Янева)                 |
| (в 1 серия: IV)                                                                  | Силвия Атанасова                                    |

## Любопитни факти
Филмът е сниман в Тюленово (част от кадрите от селото са заснети в действителност в софийското село Пролеша), в Добрич (Толбухин) и в София.